# Perzepolis
Perzepolis (staroperz. Parsa, perz. تخت جمشید/پارسه; Taht-e Džamšid ili Tahsti Džamšid; „Čehel Minar“), bio je ceremonijalni glavni grad Perzijskog Carstva u doba iranske dinastije Ahemenida. Nalazi se sjeveroistočno od modernog grada Marvdashta u provinciji Fars u Iranu. Najraniji ostaci Perzepolisa datiraju iz 515. pr. Kr., odnosno iz doba vladavine Darija I. Velikog koji je dao izgraditi grad. Kompleks Perzepolisa nalazi se na uzvišenoj terasi, a sastoji se od nekoliko kraljevskih palača, riznice i popratnih građevina, te dvije goleme ceremonijalne dvorane; „dvorane od stotinu stupova“ i apadane, koja je mogla primiti 10.000 ljudi. Kolosalna apadana i dvostruka monumentalna stubišta ukrašena reljefima najprepoznatljiviji su elementi perzijske arhitekture iz tog doba. Godine 1979. Perzepolis je uvršten na popis Svjetske baštine UNESCO-a prema I., III. i IV. kategoriji.

## Etimologija
Starim Perzijancima grad je bio poznat kao Parsa, što znači „Grad Perzijanaca“. Naziv Perzepolis grčka je inačica (Πέρσης πόλις) staroperzijskog imena, a znači Perses polis odnosno „Perzijski grad“. Ruševine su bile poznate Sasanidima pod nazivom „st stwny“ (sto stupova), a od 13. stoljeća „Čehel minar“ (četrdeset stupova). Prema modernom perzijskom jeziku, poznat je kao Parseh ili Taht-e Džamšid („Džamšidov tron“), što vuče podrijetlo od mitološkog junaka Džamšida.

## Povijest
Prvi glavni grad Perzijskog Carstva iz dinastije Ahemenida bio je Pasargad. Oko 512. pr. Kr. kralj Darije Veliki započeo je izgradnju masivnog kompleksa palača Perzepolis, koji su kasnije nadograđivali njegov sin Kserkso I., odnosno unuk Artakserkso I. Iako su administrativni centri Perzijskog Carstva u to vrijeme bili Suza, Babilon i Ekbatana, Perzepolis je imao ceremonijalnu ulogu glavnog grada u kojem se slavila perzijska Nova godina. Budući da je sagrađen u planinskom krajoliku, Perzepolis nije bio previše ugodan za stalno prebivalište, pa je korišten uglavnom u proljeće. Godine 330. pr. Kr. u vrijeme azijskih osvajanja Aleksandar Makedonski osvaja i pljačka grad, nakon čega u Kserksovoj palači izbija požar koji uništava većinu kompleksa, što povjesničari uglavnom pripisuju osveti Grka iz makedonske vojske za perzijsko rušenje Atene u doba grčko-perzijskih ratova. Od 316. pr. Kr. Perzepolis i dalje ima ulogu glavnog grada, u okviru novih helenističkih kraljevstva nastalih nakon Aleksandrove smrti. Od doba dinastije Seleukida značaj grada opada, no u 3. stoljeću obližnji grad Istahr postaje središtem Sasanidskog Carstva.

### Gradnja
Nakon što je nastavio Kirovu gradnju Pasargada i uređivanje Suze, Darije Veliki odlučio se za gradnju novog glavnog grada, što se često tumači kao pokušaj da se Perzepolis vezuje uz njegovo ime, isto kao što se Pasargad vezivao uz ime Kira Velikog.
Novi grad trebao je imati političku i ceremonijalnu važnost, pa su u okolici grada pronađeni brojni zapisi koji navode legitimnost vladavine Darija Velikog, koji je došao na vlast zbacivši uzurpatora Smerdisa koji se predstavljao kao brat Kambiza II. Monumentalna palača građena je po uzoru na Kirovu palaču u Pasargadu, kao i okolni vrtovi kompleksa. Babilonski zapisi navode kako je Pasargad bio vrlo aktivno urbano i gusto naseljeno središte Perzijskog Carstva, koje je imalo odlične trgovačke odnose s babilonskim gradovima. Povjesničar Pierre Briant tvrdi kako je prilikom gradnje Perzepolisa obustavljena sva gradnja u Pasargadu i Suzi, jer su sva sredstva bila mobilizirana za gradnju nove metropole. Navodi i kako je novi glavni grad trebao simbolizirati „ponovno rođenje Perzijskog Carstva“.
Darije je za lokaciju kompleksa izgrabrao uvišenje doline na jugozapadnoj padini planine Kuh-e Rahmat, koja od tada postaje simbolom ahemenidske dinastije. Darije je podigao vlastitu palaču (tačaru), apadanu, riznicu, te gradske zidine, no teško je utvrditi kada je pojedina građevina bila završena. Jedan od dokaza koji može poslužiti za kronologiju gradnje je zapis iz 509. pr. Kr. koji spominje izgradnju gradskih zidina.
Gradnju pojedinih objekata završili su njegovi nasljednici. Primjerice, njegov sin Kserkso I. dodao je na sjever kompleksa Vrata svih naroda, vlastitu palaču hadiš, a možda čak i tripilon. Kserksov sin Artakserkso I. 460. pr. Kr. dodaje i garnizon, vlastitu palaču, te završava „dvoranu od stotinu stupova“. Neki objekti ostali su nezavršeni, poput procesijskog puta i „nezavršenih vrata“ na sjeveru kompleksa, a pripisuju se uglavnom Artakserksu III. Kasnije su u stijene sjeveroistočne planine urezane dvije kraljevske grobnice, te jedna nezavršena koja se pripisuje Dariju III.
Za razliku od mnogih drugih monumentalnih građevina antičkog doba poput Partenona u Grčkoj ili Koloseja u Rimskom Carstvu, Perzepolis nisu gradili robovi već (vjerojatno darikom) plaćeni radnici iz svih zemalja carstva; Babilonije, Karije, Jonije, Asirije, Egipta, itd.
Razdoblja gradnje dijele se na pet perioda:
1. Darijev period (518. – 490. pr. Kr.)
- Terasa kompleksa
- Apadana (dvorana za prijem)
- Riznica
- Gradske zidine

2. Darijev i Kserksov period (490. – 486. pr. Kr.)
- Tačara (Darijeva palača)
- Monumentalno (istočno) stubište
- Vrata svih naroda
- Sjeverno stubište

3. Kserksov period (486. – 465. pr. Kr.)
- Hadiš (Kserksova palača)
- „Harem“
- Tripilon
- „Palača D“

4. Period Artakserksa I. (465. – 424. pr. Kr.)
- „Dvorana od stotinu stupova“
- Artakserksova palača
- Garnizon

5. Period Artakserksa II., Artakserksa III. i Darija III. (424. – 330. pr. Kr.)
- Grob Artakserksa II.
- Palača Artakserksa III.
- „Dvorana od 32 stupa“
- Grob Artakserksa III.
- Procesijski put
- Nedovršena vrata
- Nedovršena grobnica

### Uništenje
Zemljopisno zaštićen u središtu Perzijskog Carstva, Perzepolis kao kompleks nije imao solidnu obranu. Osim toga, u podnožje planine Kuh-e Ramat predstavlja slabu točku jer na istoku postoji blagi pad koji ne pogoduje obrani, pa je ta strana bila zaštićena bedemima i kulama.
Uništenje Perzepolisa 330. pr. Kr. uglavnom se pripisuje Aleksandru Makedonskom, što u svojim djelima spominju antički povjesničari Plutarh, Diodor sa Sicilije i Kvint Kurcije Ruf. Neki arheološki nalazi potkrepljuju njihove navode, no njihova verzija uništenja grada se ponekad osporava od strane nekih modernih povjesničara.
Razlozi uništenja Perzepolisa su i dalje predmet povijesne rasprave. Antički povjesničari tvrde kako je Aleksandar spalio Perzepolis za vrijeme pijanstva, navodno je na nagovor jedne grčke hetere (prostitutke) bacio baklju u Kserksovu palaču (hadiš), kako bi udovoljio svojim grčkim saveznicima osvetu za Kserksovo spaljivanje Atene u doba grčko-perzijskih ratova. Ovoj priči idu u prilog arheološki dokazi prema kojima su Kserksova palača i obližnji tripilon više oštećeni od ostatka kompleksa.
Moderni povjesničari spaljivanje Perzepolisa pripisuju Aleksandrovoj želji da na simboličan način pokaže kraj perzijske dominacije regijom. Drevni spisi iz doba helenističkog doba navode kako se Aleksandar Makedonski kasnije jako kajao zbog uništenja Perzepolisa, koje je smatrao lošim političkim primjerom.

### Ostava
Perzepolis su poslije helenističkog doba Seleukidske dinastije nastavile koristiti iranske dinastije poput Parta i Sasanida, koje su ga smatrale simbolom perzijske kulture i moći. Prema perzijskim zapisima iz doba Sasanidskog carstva, kralj Hormizd I. je u Perzepolisu priređivao svečane gozbe, što upućuje kako je kompleks korišten stoljećima nakon makedonskih osvajanja. Također, arhitektura Perzepolisa je snažno utjecala na sasanidsku arhitekturu što je vidljivo na palači u Firuzabadu. Dvorana za audijencije, otvorena s prednje strane, postala je kasnije uobičajenom u islamskoj arhitekturi. Kompleks je poslije teško stradao i u navalama Arapa u 7. stoljeću, odnosno Mongola početkom 13. stoljeća nakon čega biva potpuno napušten.
- Rezbarije konjanika iz sasanidskog doba, Muzej u Perzepolisu
- Zapisi na pahlaviju, Muzej u Perzepolisu

### Prve posjete ruševinama
Ruševine su bile poznate Sasanidima pod nazivom „st stwny“ (sto stupova), a od 13. stoljeća „Čehel minar“ (četrdeset stupova). Sadašnji naziv „Taht-e Džamšid“ (Džamšidov tron) vuče podrijetlo od mitološkog junaka Džamšida. Lokalitet je postao odredištem mnogih posjeta sa zapada između 13. i 18. stoljeća. Primjeri su:
- Godine 1318. mletački misionar Odorik iz Pordenone na putu prema Kini posjećuje Čehel minar, bez stupanja na ruševine. Njegov se posjet smatra prvim europskim posjetom Perzepolisu.
- Stoljeće i pol kasnije još jedan mletački putnik (Giosafat Barbaro) posjećuje ostatke Perzepolisa.
- Portugalski misionar Antonio de Gouvea posjećuje ruševine 1602. godine, a u svojim zapisima spominje klinasto pismo i „životinje s ljudskim glavama“.
- Španjolski veleposlanik Don Garcia de Silva y Figueroa kod perzijskog šaha Abasa I. opisuje ruševine u pismu iz 1619. godine, te na temelju grčkih tekstova objašnjava jasnu vezu između Perzepolisa i Čehel Minara.
- Između 1615. i 1626. Rimljanin Pietro Della Valle posjećuje mnoge istočne zemlje i prepisuje klinasto pismo koje će kasnije biti dešifrirano.
- Englezi Anglais Dodmore Cotton i Sir Thomas Herbert od 1628. do 1629. putuju istokom s ciljem dešifriranja drevnih pisama.
- Između 1664. i 1667. Francuzi Jean Thévenot i Jean Chardin posjećuju Perzepolis. Thévenot u svom „Voyage au Levant“ (Putovanje Levantom) pogrešno zaključuje kako su ruševine premale da bi služile kao palača perzijskih kraljeva, no Chardin jasno identificira objekte na kompleksu.
- Godine 1694. Talijan Giovanni Francesco Gemelli-Carreri mjeri i bilježi sve dimenzije ruševina, te proučava drevne natpise.
- Nizozemac Cornelis de Bruijn 1704. posjećuje i istražuje ruševine Perzepolisa; godine 1711. objavljuje knjigu Reizen over Moskovie, door Persie en Indie, a 1718. godine Voyages de Corneille le Brun par la Moscovie, en Perse, et aux Indes Occidentales.

### Arheološke ekspedicije
U 19. i 20. stoljeću raste broj znanstvenih ekspedicija u Perzepolis:
- Sredinom 1820-ih britanski veleposlanik John Macdonald Kinneir djelomično iskopava palaču Artakserksa I. odnosno prvu sfingu.
- Godine 1840. i 1841. slikar Eugene Flandin i arhitekt Pascal Coste, pridruženi veleposlanstvu Francuske, nekoliko puta posjećuju ruševine u Perziji, uključujući Perzepolis.
- Prva istraživanja provedena su 1878. godine kada je Motamed-Od Dowleh Farhad Mirza, guverner Fars provincije, otkopavao „dvoranu od stotinu stupova“.
- Ubrzo nakon toga, Franuzi Charles Chipiez i Georges Perrot provode veliko istraživanje lokacije. Kroz temeljit studij arhitekture otkopanih ruševina i otpada, Chipiez počinje praviti prve poznate rekonstrukcije palača i spomenika iz ahemendiskog doba.
- Njemački učenjak Franz Stolze istražuje arheološke lokalitete u Fars provinciji i objavljuje rezultate 1882. godine.
- Dvoje francuskih arheologa, Jane i Marcel Dieulafoy, provode dvije arheološke misije u Perziji (1881. – 1882. i 1884. – 1886.). Oni su prvi posjetitelji lokacije koji su u Europu donijeli fotografije Perzepolisa, te mnogo arheoloških predmeta.
- Od 1931. do 1939., iskopavanja su provedena od strane Nijemaca Ernst Herzfeld i Frederich Erich Schmidt, koje je poslao Orijentalni institut sveučilišta u Chicagu.
- Tijekom 1940-ih, Francuz Andre Godard i Iranac A. Sami nastavljaju iskopavanja pod ovlaštenjem „Iranskog arheološkog zavoda“ (MRS).
- Kasnija istraživanja provodi „Iranski arheološki zavod“ na čelu kojeg je Ali Tajvidi. U suradnji s talijanskim istraživačem Giuseppe Ann Britt Tilia s „Talijanskog orijentalnog instituta“, otkrivene su dvije nove palače koje su pripisane kasnijim ahemenidskim vladarima Artakserksu I. i Artakserksu III.

Svi objetki Perzepolisa i dan danas nisu otkriveni ili definirani. Neki od takvih zdanja su ruševine kod hadiša i tačare čije podrijetlo još nije utvrđeno.

### Moderno doba
Godine 1971. ispred kompleksa Perzepolis održana je raskošna parada u sklopu obilježavanja 2500. obljetnice monarhije u Iranu, koju je priredio posljednji iranski šah Mohammed Reza Pahlavi. Na ceremoniji je sudjelovalo više od 200 državnika iz cijelog svijeta, uključujući i jugoslavenskog predsjednika Josipa Broza Tita i njegovu ženu Jovanku. Smatra se kako je proslava bila šahov pokušaj da opravda legitimitet svoje vlasti nakon što je 1953. na vlast došao državnim udarom, zbacivši demokratski izabranu vlast. Procjene troškova proslave kreću se između 22 i 200 milijuna američkih dolara, a financirana je na uštrb drugih projekata poput socijalnog planiranja zbog čega su izbili neredi diljem Irana, koje je šah brutalno ugušio. Novija arheološka istraživanja pokazala su kako je ceremonija oštetila ostatke kanala i vrtova u okolici Perzepolisa.
Danas Perzepolis spada u osjetljivi okoliš koji može biti ugrožena ljudskim aktivnostima. Lokacija nije direktno ugrožena ispušnim plinovima jer se veća urbana mjesta poput Širaza nalaze na 70 kilometara udaljenosti, no postoji opasnost od korištenja poljoprivrednih kemikalija u plodnoj dolini podno kompleksa. Program za zaštitu lokacije nedavno je zbog erozije ograničio broj posjetitelja, a iznad osjetljivih elemenata poput istočnog stubišta apadane postavljeni su krovovi zbog zaštite od atmosferilija. Veliku zabrinutost za sudbinu Perzepolisa pokazali su mnogi stručnjaci zbog gradnje brane Sivand nedaleko od Pasargada, koji se nalazi 43 km od Perzepolisa. Iako stručnjaci tvrde kako razina vode neće oštetiti arheološka nalazišta u okolici antičkih nalazišta, arheolozi su zabrinuti i zbog povećanja vlažnosti zbog pojave umjetnog jezera, no ministri energetike tvrde kako se to može obeštetiti mogućnošću kontroliranja razine jezera. Izgradnja brane počela je 19. travnja 2007. godine. Osim brane, strah je prouzročila i gradnja željezničke pruge nekoliko kilometara od Perzepolisa i Nakš-e Rustama, za koje neki smatraju kako njihove vibracije mogu oštetiti nalazišta. Zbog bogatih arheoloških nalazišta i velikog razvoja prometne mreže, nerijetko dolazi do sukoba i parnica između iranskih ministarstava kulturne baštine odnosno prometa. Perzepolis je 1979. godine uvršten na popis Svjetske baštine UNESCO-a prema 1., 3. i 4. kategoriji, zbog čega na kompleksu nisu dozvoljene ikakve modifikacije.

## Umjetnost

### Arhitektura
U rano doba perzijska plemena nisu imali jedinstveni arhitektonski stil, jer su bili polunomadski narod seljaka i jahača. Međutim, nakon što je Kir Veliki 550. pr. Kr. osnovao Ahemenidsko Perzijsko Carstvo, diljem zemlje niknut će mnoge monumentalne građevine. U početku se ahemenidska arhitektura temelji na elementima pokorenih naroda, no prema njima ubrzo je razvijen autohtoni stil. Prvi perzijski grad Pasargad još pokazuje neke nomadske utjecaje gdje su objekti raspršeni u ogromnom parku, no pedeset godina kasnije gradi se Perzepolis koji postaje simbolom racionalizacije i ravnoteže u perzijskoj arhitekturi. Plan kompleksa je strogo ortogonalan, broj stupova u dvoranama je slagan u omjerima 1:1 ili 1:2, raspored objekata je poslagan na zaštićenoj terasi. Trijemovi s dvostrukim kolonadama na apadani sijeku se na uglovima koji postaju kule, što je bila velika funkcionalna i estetska inovacija. Kompleksu se pristupa s dvaju velikih portala kroz koje teče sav promet.
Uspjesi ovih originalnih djela temelje se na brojnim elementima koji kombiniraju arhitekture podvrgnutih naroda. Perzijski elementi nisu hibrid već fuzija stilova koji stvaraju novi. Proizlaze iz stručnosti arhitekata i radnika širom carstva, pa je perzijska arhitektura utilitaristička, ritualna i simbolična. Perzepolis je pun elemenata koji svjedoče o njihovim višestrukim izvorima.
Egipatski elementi prepoznatljivi su na krovnim vijencima i portalima, a mezopotamski kod povezivanja dviju palača gdje jedna ima privatnu, a druga javnu namjenu. Rozete i biljni reljefi sa stubišta skupa s nazubljenim bedemima i zidovima podsjećaju na arhitekturu zigurata, koji su u ranije doba nicali u Mezopotamiji i Elamu. Glazure reljefa imaju babilonski utjecaj, dok krilati ljudi-bikovi na portalima potječu od asirskog stila. Nakon uključivanja Jonije u Perzijsko Carstvo, perzijska arhitektura dovodi do jakog utjecaja na grčki jonski red, kao i obrnuto. Ti utjecaji posebno su vidljivi kod dvorana sa stupovima (hipostila). Lidijski i jonski arhitekti sudjelovali su na radovima u Pasargadu, te kasnije u Perzepolisu i Suzi, o čemu svjedoče grafiti na grčkom u kamenolomu blizu Perzepolisa i zapis iz Suze. Spiralni elementi (volute) s perzijskih kapitela kasnije su postali glavno obilježje grčke arhitekture jonskog reda. Perzepolis je kasnije snažno utjecao na Artemidin hram u Efezu, jedno od antičkih sedam svjetskih čuda.
Načelo unutrašnjeg prostora, gdje dvorana sa stupovima predstavlja jezgru palače, prisutno je na Bliskom istoku i prije doba Perzijskog Carstva. Ipak, sofisticiranost perzijske tehnologije koja je vidljiva na visini i rasponima stupova, uvjetovala je veliku prostranost i upotrebljivost dvorana, za razliku od sličnih hipostila u Grčkoj i Egiptu čiji su stupovi bili zdepasti, rasponi maleni, a prostori skučeni.
Konstruktivni sustavi u Perzepolisu su isključivo tektonski odnosno sastoje se od stupova i greda, dok nema traga stereotomskom sustavu (lukovi, svodovi i kupole). Većina stupova izrađenih od drva su nestali, no sačuvane su njihove kamene baze. Kod dvorana gdje su visine bile prevelike za korištenje drva, stupovi su građeni od masivnih kamenih blokova. Kameni stupovi koji su preživjeli vrlo su heterogenog stila, odnosno pokazuju utjecaje različitih civilizacija. Baza stupa ima hetitski utjecaj, dok je omjer visine i promjera debla gotovo identičan stupovima jonskog reda. Ogromni kapitel koji čini gotovo trećinu ukupne visine stupa karakterističan je za egipatske stupove s kapitelom lotosa. Skulpturalni kapiteli sa životinjskim oblicima vjerojatno su inspirirani asirskom arhitekturom, no predstavljaju originalni perzijski stil.
Kao i većina ahemenidskih palača, Perzepolis je imao zidove izgrađene od opeke, koji možda izgledaju neobično na području gdje je kamen dostupan u velikim količinama. To je zajedničke karakteristika svim narodima Istoka, koji kamen koriste uglavnom za gradske zidine. Danas su uglavnom sačuvani samo temelji zidova, kao i masivni kameni portali i stupovi.
Iako je građen gotovo dva stoljeća, Perzepolis kao cjelina pokazuje jedinstveni stil koji je karakteristika ahemenidske umjetnosti. Kasniji ahemenidski vladari nisu mnogo odstupali od umjetnosti i tehnike koju je Kir Veliki započeo u Pasargadu, odnosno Darije Veliki nastavio u Perzepolisu. Samo najnovije kraljevske grobnice Artakserksa II. i Artakserksa III. razlikuju se od onih u Nakš-e Rustamu po tome što nisu urezane u okomitu liticu planine već u kosi teren, no na pročelju sadrže iste elemente kao i Darijeva grobnica.

### Kiparstvo
Najpoznatije skulpture iz ahemenidskog perioda nalaze se upravo u Perzepolisu. Brojni reljefi krase stubišta, panele ispred palače i unutrašnjost kraljevskih dvorana. Pretpostavlja se kako su također korišteni za uređenje prostorija sa stupovima. Inspiracija perzijskih skulptura vuče korijene iz Egipta, Grčke i Asirije, a karakterizira je velika preciznost i detaljnost izvedbe. Tipologija skulpturalnog oblikovanja je tipična za orijentalnu umjetnost; svi likovi prikazani su u profilu. Reljefi najčešće prikazuju perzijskog kralja i vojnike, te bikove, lavove i grifone; životinje vrlo su stilizirane, bez varijacija. Osim reljefa, povjesničari poput Herodota i Plutarha spominju Kserksov kip i Perzepolisu, te kip Darijeve žene Artistone u Suzi. Neke skulpture su u potpunosti realistične, poput psa (mastifa) koji je pronađen na uglu apadane.

### Slikarstvo
Područja na kojima su korištene boje teško je tvrditi, jer je pigment gotovo u potpunosti nestao. Vrijeme, tanki slojevi nanošenja boja, te raspadanje organskih pigmenata glavni su razlozi njegova nestanka. Ipak, dokazi o korištenju boja nalaze se u tragovima diljem palače što svjedoči kako Perzepolis nije bio jednoličan, već u bogatim bojama. Također, pronađeno je i mnogo posuda koje su sudeći prema unutrašnjim pigmentima služile za pohranu boja. Boje su korištene na svim arhitektonskim elementima; zidovi, reljefi, stupovi, vrata, podovi, stepenice, kipovi, itd. Opeka je bila glazirana, crvena oker boja korištena je na podovima od vapnenca ili sivo-zelenkastog gipsa, stupovi su oslikani u više boja, kao i eksterijer palača. Tragovi crvene boje pronađeni su i na skulpturi Darijeve žene Darijeve žene Artistone koja se danas čuva u iranskom Nacionalnom muzeju u Teheranu. Velika paleta pronađenih boja govori o njihovom bogatom polikromatskom podrijetlu. Spominje se i upotreba biljnih pigmenata, no s obzirom na raspadanje takvih organskih boja, nažalost nisu sačuvane.

## Tehnologija
Kompleks u Perzepolisu obiluje mnogim inovativnim elementima na području građevinskog inženjerstva. Novija istraživanja strukturalne tehnologije u susjednom Pasargadu koji je udaljen svega 43 km i građen tri desetljeća prije Perzepolisa, pokazala su kako su perzijski inženjeri sagradili kompleks koji je mogao izdržati jake potrese, čak do 7. stupnja prema Richterovoj ljestvici. Temelji graditeljskih zdanja u Perzepolisu i Pasargadu građeni su tehnologijom izolirane baze temelja, koja se danas koristi pri gradnji modernih osjetljivih objekata poput nuklearnih elektrana, zbog zaštite od seizmičkih aktivnosti.
Značajan doprinos graditeljstvu predstavlja i uporaba konstruktivnih spona (kopči) između kamenih blokova, koje su izgrađene od metala. Takav konstruktivni sustav zajedno s izoliranom bazom temelja stvorili su preduvjete za gradnju mnogo većih i tanjih konstruktivnih elemenata, koji su svoj vrhunac doživjeli u apadani Perzepolisa gdje su stupovi bili visoki čak 20 metara što ih čini najvišim te u odnosu na visinu najtanjim stupovima antičkog graditeljstva, dok su osni rasponi stupova od 8.65 m također veći od bilo kojeg arhitektonskog zdanja tog doba. Usporedbe radi, Artemidin hram u Efezu kojeg su Grci uvrstili na Sedam svjetskih čuda imao je mnogo manje raspone od 5.9 m, dok su stupovi bili 1.5 m kraći od onih iz apadane Perzepolisa.
Veliki doprinos perzijskih inženjera ostvaren je i na području opskrbe vodom tzv. kanatima koje su graditelji usjekli duboko u planine te bi pomoću njih dopremali i čuvali svježu vodu. Zahvaljujući tom vodovodnom sustavu i umijeću kontroliranja tlaka, u kompleksu Perzepolis izgrađen je sofisticiran sustav vodovodnih, kanalizacijskih i drenažnih cjevovoda. Mreža cjevovoda usječena je u teren terase prije gradnje temelja, što predstavlja prvi takav slučaj u povijesti. 

## Glavni kompleks

### Terasa
Kompleks palača u Perzepolisu temelji se na terasi dimenzija 450 x 300 m, 14 m visine s četiri razine od 2 m. Ulaz vodi na razinu rezerviranu za delegacije, dok se plemići nalaze na razini iznad. Najnižu razinu čine područja za službu i upravu. Kraljevska razina je na najvišoj razini, koja je vidljiva širom okolice kompleksa. Materijal za gradnju bio je uglavnom sivi vapnenac. Tlocrt kompleksa je strogo ortogonalan, odnosno slijedi strogu organizaciju hipodamusa.
Na istočnoj strani terase nalazi se Kuh-e Rahmat („Planina milosti“), u čiji su kamen uklesane goleme kraljevske grobnice koje dominiraju krajolikom. Na ostalim trima stranama svijeta nalaze se gradske zidine čija visina varira od 5 do 14 metara. Zidine su građene od velikih kamenih blokova bez morta čiji stabilitet osiguravaju metalne kopče (spone); perzijska inovacija prvi put korištena u Pasargadu. Na zapadnom pročelju nalazi se glavni pristup kompleksa u obliku monumentalnog stubišta.
Niveliranje temelja osigurano je ispunjavanjem rupa zemljom i kamenjem. Tijekom prve pripremne faze gradnje postavljena je složena mreža odvodnje i vodoopskrbe, ponekad urezana u stijene. Kameni blokovi su rezani pomoću posebnih rudarskih alata koji omogućavaju fragmentaciju kamena na ravne površine, dok su se blokovi postavljali uz pomoć drvenih greda. Na južnoj fasadi pronađeni su zapisi na tri jezika pisani klinastim pismom. Tekst pisan na elamskom jeziku sličan je zapisima iz Suze, a govori:

Ja, kralj Darije Veliki, kralj kraljeva, kralj Zemlje, sin Histapa Ahemenidskog, izgradio sam ovu utvrdu uz milost Ahura Mazde. 
Neka Ahura Mazda štiti mene i ovu utvrdu koju izgradih.

Ovi zapisi nalaze se neposredno prije ulaza u kompleks, ispred monumentalnog stubišta i „vrata svih naroda“. Konfiguracija terase sugerira kako je projektirana za obranu u slučaju mogućeg napada, pa je kompleks osiguran zidinama i kulama, koje su s istočne strane udvostručene. Ugla na zidinama izgrađena su na način da osiguraju čuvarima maksimalnu vidljivost na vanjsko područje.
Na terasi se nalazi impresivan broj kolosalnih zdanja, građenih od sivog vapnenca s okolnih brda. Ove objekte karakterizira često korištenje kolonada stupova, od kojih su nekolicina sačuvani i do današnjeg dana. Tlocrte karakteriziraju hipostili (dvorane sa stupovima), bez obzira na njihovu veličinu. Građevine broje 99 prostorija, u kojima se nalazi po 100, 36 ili 16 stupova, raspoređenih u različitim omjerima (20x5 u trezoru, 10x10 u dvorani od stotinu stupova, itd.). Neke građevine očito nisu bile završene; u blizini kompleksa pronađen je antički građevinski otpad. Fragmenti posuda koje su se koristile za pohranu boja slučajno su otkriveni 2005. kod apadane, što potvrđuje ranije pretpostavke kako su se za uređenje palače koristile boje.
- Lavor urezan u pod terase s pipom

### Glavno stubište
Pristup terasi se nalazi na zapadnom pročelju, a vrši se simetričnim monumentalnim stubištem koje se na donjem dijelu razilazi, a na gornjem spaja. Ovaj pristup dodao je Kserkso I. kako bi zamijenio originalni pristup na jugu, nakon čega monumentalno stubište postaje jedinim pristupom kompleksu. Vjerojatno je postojalo i nekoliko sekundarnih pristupa, posebno na istočnoj strani čija je visina niža s obzirom na pad terena. Glavno stubište građeno je od čvrstih kamenih blokova povezanih metalnim sponama, a sastoji se od 111 stepenica 10 cm visine i 31 cm dubine, dok je stubišni krak širok 6.9 metara. Niski nagib stubišta omogućavao je lakši pristup konjanicima; pojedine stepenice bile su i po pet koraka dubine. Stubište je zatvoreno visokim drvenim vratima, čiji su zglobovi oko podnožja bili urezani u teren. Pri vrhu glavnog stubišta dolazi se do malenog dvorišta ispred „Vrata svih naroda“.

### Vrata svih naroda
- Skulpture bikova kod Vrata svih naroda, istočni pristup
- Vrata svih naroda, s istoka
- Vrata svih naroda, sa sjevera

„Vrata svih naroda“ ili Kserksova vrata su portal s malom dvoranom izgrađenom 475. pr. Kr. u doba vladavine Kserksa I., Darijevog sina. Na zapadnom portalu na obje strane nalaze se dvije kolosalne skulpture bika od 5.5 m visine, što je element inspiriran asirskom arhitekturom. Prolaskom kroz portal dolazi se do središnje dvorane od 24.7 m², okružene mramornim klupama. Krov dvorane bio je podržan s četiri stupa visine 18.3 metra, stiliziran u obliku palme i palminog lišća. U portalnoj dvorani postoje dva izlaza; južni koji vodi do apadane, te istočni koji se otvara prema procesijskoj stazi. Potonji prolaz čuvaju veliki kipovi u obliku krilatih ljudi-bikova (lammasus). Isti elementi nalaze se i na kapitelima stupova u tripilonu. Tu su i ostaci stopala na podnožju koje počinje od nezavršenih vrata. Svi navedeni otvori u dvorani zatvoreni su drvenim dvokrilnim vratima sa zglobovima urezanim u terenu, a ukrašeni su plemenitim metalima.
Natpisi na klinastom pismu uklesani su iznad zapadnih skulptura bikova, a sadrže tekst na tri jezika: staroperzijski, babilonski i elamski. Tekst govori:

Ahura Mazda je veliki Bog, koji je stvorio ovu zemlju, koji je stvorio nebo, koji je stvorio čovjeka, čovjeka koji ima sreću što mu je Kserkso kralj, kralj svih kraljeva.
„Ja sam Kserkso, veliki kralj, kralj kraljeva, kralj ljudi s različitog podrijetla, kralj goleme zemlje, sin kralja Darija Ahemenidskog.“
Kralj Kserkso kaže: „Uz pomoć Ahura Mazde, napravio sam Vrata svih naroda, i sagradio mnogo dobra u Perziji, što je činio i moj otac. Sve dobro što smo napravili, napravili smo uz pomoć Ahura Mazde.“
Kralj Kserkso kaže: „Ahura Mazda štiti mene i moje carstvo, jer radim isto što i moj otac, kojeg je štitila Ahura Mazda.“

Ovaj natpis ukazuje kako su Vrata svih naroda posvećena od strane Kserksa za mnoge narode i kraljevstva koja su bila sastavni dio Perzijskog Carstva. Isti natpis nalazi se i iznad lammasusa.

### Procesijski put i „Nedovršena vrata“
Od zapada prema istoku uzduž sjeverne strane terase, odnosno od „Vrata svih naroda“ nalazi se procesijski put koji vodi prema sličnom zdanju zvanom „Nezavršenim vratima“, jer nije bilo dovršeno do vremena Aleksandrovih osvajanja i uništenja Perzepolisa. Ovaj portal nalazi se na sjeverozapadnom uglu terase i sadrži četiri stupa, identična onima iz dvorane na zapadu. „Nezavršena vrata“ vode do dvorišta koji se otvara prema „Dvorani od stotinu stupova“. Dvostruki zid omeđuje procesijski put s obje strane, čineći privatnost apadane i kraljevske palače. Samo donji dijelovi tih zidina sačuvani su do danas, no neki vjeruju kako je njihova originalna visina dosezala lammasuse. Takva pretpostavka može se potvrditi pronalaskom i obnovom dviju skulptura u obliku supovih glava, za koje se čini kako nikada nisu montirane na stupe, već se pretpostavlja kako su bili namijenjeni za nadogradnju.
- Procesijski put prema zapadu
- Monumentalni portal s grifonima
- „Nedovršena vrata“, s juga.

### Apadana (Dvorana za prijem)
Apadanu je dao izgraditi Darije Veliki, a početak njene izgradnje počeo je 515. pr. Kr. prema zapisima od zlata i srebra koji su postavljeni u kamen temeljac. Zapisi sadrže Darijevo ime i podatke o zemljama koje su pripadale Perzijskom Carstvu. Gradnja apadane trajala je i nakon Darijeve smrti 486. pr. Kr. a dovršena je u doba vladavine njegova sina Kserksa I. Apadana je dvorana s 36 kolosalnih stupova koji su bili čak 20 metara visine što ih čini najvišim i u odnosu na visinu najtanjim stupovima antičkog doba, dok su rasponi stupova od 8.9 m također veći od bilo kojeg arhitektonskog zdanja tog doba. Zbog navedenih tehnoloških karakteristika, apadana je bila najveće i najkompleksnije zdanje cijelog kompleksa u Perzepolisu. Nalazi se na zapadnom središtu terase i smještena je na visokoj razini. Pristup na apadanu vršio se s dva monumentalna simetrična stubišta, koji se nalaze na sjevernoj i istočnoj strani.

#### Palača
Početni tlocrt palače bio je vrlo jednostavan, no nakon što su kasnije sagrađena „vrata svih naroda“, nadograđivanje sjevernog monumentalnog stubišta postalo je neophodno. Palača je kvadratičnog unutrašnjeg tlocrta, dimenzija 60.5 x 60.5 metara, u kojoj se nalazi 36 kolosalnih stupova raspoređenih 6 x 6. Kameni blokovi stupova na željenu razinu najvjerojatnije su podizani visokim rampama, načinjenima od zemlje i drvenih dasaka. Na sjevernoj, istočnoj i zapadnoj strani nalaze se ulazni trijemovi s dvostrukim kolonadama od šest stupova. Južni dio sastojao se od malih soba koje su služile kao Darijeve odaje, nadovezujući se na tačaru. Na uglovima apadane nalazile su se četiri kvadratične kule koje su smještene u razini s trijemovima. Od ukupno 72 stupa u apadani, samo 13 stoje još i danas. Perzijski stupovi odražavaju jak utjecaj na grčki jonski red, o čemu svjedoče isti omjeri promjera i visine sa stupovima Herinog hrama u Samosu, koji imaju i slične vertikalne utore (tzv. kanelire) na kolumnama.
- Golemi perzijski stupovi na ostacima apadane
- Kolosalni bik na portalu apadane
- Karakteristični perzijski stup u sivom mramoru, danas u iranskom Nacionalnom muzeju u Teheranu

Strop se sastojao od sekundarnih greda koje su se naslanjale na kapitele stupova ukrašene bikovima i lavovima, te glavnih greda položenih okomito na sekundarne. Streha ravnog stropa stršala je oko 1 m izvan osi kolonada. Kapiteli stupova izgrađeni su u obliku simetričnih rogatih bikova, a osim dekorativne uloge korišteni su i za stabiliziranje greda jer se između dvije simetrične glave bikova nalazio konstruktivni utor. Krov je bio ravan, a građen je u više slojeva kod kojih je kao mort korišteno blato. Grede su bile od hrastovine i ebanovine, a korišten je i cedar kupljen u Feniciji, današnjem Libanonu. Korištenjem tehnika kolonadi s laganim cedrovim krovovima ostvareni su golemi rasponi od 8.9 metara, a omjer raspona i stupa bio je 1 prema 3.6. Usporedbe radi, isti omjer hipostilne dvorane u egipatskom hramu u Karnaku bio je 1 prema 1.2.
Dvorana je bila bogato oslikana o čemu svjedoče brojni ostaci pigmenata u podnožju stupova, zidova i reljefa. Primjerice, u grlu rezbarenog lava pronađeni su tragovi crvene boje. Pod je izgrađen od cementnog morta s keramičkim pločicama, zidovi su ukrašeni zlatnim elementima, te brojnim slikama lavova, bikova, cvijeća i biljaka. Drvena vrata ukrašena su reljefima sa zlatom, slonovačom, i plemenitim metalima. Skulpture bikova korištene su za kapitele i sjeverni portal, dok se na istočnim i zapadnim vratima nalaze skulpture drugih životinja.
- Skulptura lava ispred apadane
- Krov apadane, rekonstruirao Charles Chipiez (1884.)
- Rekonstrukcija apadane (bez kula na uglovima), Charles Chipiez (1884.)
- Lavlja glava i ostaci baze stupa

Arheolog David Stronach tvrdi kako je apadana imala dvije glavne funkcije. Svojim dimenzijama mogla je omogućiti prijem od 10.000 ljudi, koji su dolazili na kraljeve ceremonije. S druge strane, velika visina apadane omogućava kralju promatranje ceremonija, povorki i vojnih vježbi koje su održavane u okolici. Iskopavanja grada Suze u palači Darija Velikog pokazala su kako zgrade imaju vrlo slične koncepte, što uključuje monumentalno stubište, prijestolje, rastere kolumni i podrum. Obje zgrade imale su i posebni privatni dio koji je služio kao kraljev osobni apartman.
Kada je Aleksandar Makedonski spalio Perzepolis, krov apadane se urušio i njegovi ostaci prekrivali su podnožje gotovo 2100 godina. Između apadane i „dvorane od stotinu stupova“ pronađena je masivna glava lava, za koju se smatra kako je bila dijelom istočnog portala apadane. Na osnovu ostataka sagrađena je i replika tog portala koji se danas čuva u muzeju i koji daje predodžbu o veličanstvenosti palače.

#### Istočno stubište
Unatoč tome što je spaljen krov apadane, monumentalno stubište je vrlo dobro saučvano. Ono je podijeljeno u tri panela; sjeverno, središnje i južno, te na trokut ispod stepenica. Sjeverni panel prikazuje primanje Medijaca i Perzijanaca, dok južni panel prikazuje delegacije iz raznih zemalja podvrgnutih Perzijskom Carstvu. Stubište sadrži više simbola plodnosti kao što su latice cvijeća, drveća ili sjemenja, koja su ukrašavala trokute. Stabla, borovi i palme simbolizirali su ukrašavanje kraljevskih vrtova. Također, reljefi nose i natpise koji navode kako je Darije Veliki izgradio palaču, odnosno kako ju je završio njegov sin Kserkso I. Sačuvan je i natpis na kojem Kserkso od Boga dobra (Ahura Mazda) traži da čuva njegovu zemlju od gladi, sukoba i potresa. Likovi uklesani na reljefima prikazani su vrlo detaljno pa se vide nošnja, brade, kovrčava kosa, životinje i ostali elementi s najsitnijim detaljima. Proučavanje nazavršenih scena na panelima pokazuju kako su umjetnici i radnici slijedili stroge upute od kraljevih savjetnika i kako je bilo malo mjesta za improvizaciju. Reljef je izvorno bio u bojama, no danas postoje samo tragovi pigmenata. Klesanje kamena je moto perzijskog oblikovanja, te se znatno razlikuje od klesanja u Asiriji gdje su se reljefi upotrebljavali kao ukras isključivo u interijerima. U Perzepolisu oni su integralni dio vanjskog oblikovanja, a njihov red i strogoća stila kasnije je jako utjecala na grčki jonski red.
Trokuti i središnji panel
Trokuti su ispunjeni s reljefima simboliziraju perzijsku novu godinu, a na njima lav proždire bika. Proljetnu ravnodnevnicu (ekvinocij) prikazuju elementi neba gdje je sazviježđe lava bilo na vrhuncu, dok se sazviježđe bika gubilo na južnom horizontu. Perzijska nova godina ili Novruz označavala je početak poljoprivrednih aktivnosti nakon zime. Srednišnji panel je religioznog karaketera, prikazuje Ahura Mazdu kojeg čuvaju dva grifona s ljudskim glavama, te četiri medijska i perzijska čuvara. Perzijanci u lijevoj ruci imaju tipičan okrugli štit, dok u desnici drže koplje. Medijci nose kratke kapute, hlače i okrugle kape, ispod kojih je kovrčava kosa, ponekad s repom.
Sjeverni panel
Sjeverni panel podijeljen je na tri dijela i pokazuje paradu prijema u doba perzijske nove godine. Od središta prema sjevernom kraju, gornji reljef pokazuje perzijske besmrtnike (elitna garda), a potom kraljevsku procesiju. Besmrtnici nose kapu i naoružani lukom i strijelama te kopljima. Prikazanu kraljevsku stolicu pridržavaju dva bambusa, dok je sama stolica izrađena od rezbarenog drva, s nogama u obliku životinjskih nogu. Nastavak procesije gdje su prikazani medijski šef kraljevske staje i konji urezani do najsitnijih detalja. Procesija na reljefu završava prikazom dvaju kola kojima upravljaju Elamiti. Prikazano je ukupno 12 kola s konjima, koji simboliziraju 12 mjeseci u godini. Donji i srednji pojas reljefa također prikazuje kraljevsku gardu besmrtnika iza kojih slijede medijski plemići. Oni nose razne posude, cvijeće i sjemena žitarica koji simboliziraju plodnost. Suptilne razlike u njihovoj odjeći i nakitu ukazuju kako su imali različite funkcije ili status. Neki od njih prikazani su kako se smiju i razgovaraju, s opuštenim stavom bez ceremonije. Neki se drže za ruke, ili stavljaju ruku na rame onome ispred sebe, što simbolizira jedinstvo. Na kosom dijelu panela (uz stepenice) prikazani su reljefi vojnika naoružanih kopljima te lukom i strijelama, koji se penju uz stepenice.
- Trodijelni panel na sjevernom panelu istočnog stubišta apadane

- Kraljevska stolica (reljef popravljan s metalom)
- Trokutni panel

Južni panel
Na južnom panelu prikazane su delegacije od 23 naroda iz svih dijelova Perzijskog Carstva, na čelu s Medijcima i Perzijancima. Svaka delegacija prikazana je na posebnoj ploči, a iako iz daleka izgledaju jednolično, izbliza se razlikuju po brojnim detaljima. Parada prikazuje oko 250 ljudi, životinja i 40 kola. Pojedinačne ploče su po 90 cm visine, dok je ukupna dužina svih reljefa 145 m. Prema Dutzu, reljefi nisu poslagani slučajno već su organizirani prema važnosti pojedinih delegacija. Primjerice, jasno je da su Medijci bili prvi, a Etiopljani zadnji (vidi dijagram). Prema Herodotu, Perzijanci su više poštovali narode iz njihove neposredne blizine. Popis većine naroda pronađen je na administrativnim zapisima u trezoru, a identificirani su prema nošnjama, izgledu i darovima koje su nosili. Ipak, i dalje postoji nekoliko delegacija čije podrijetlo nije utvrđeno sa sigurnošću. Delegacije svih naroda u cjelini predstavljaju simbol kohezije golemog carstva, čiji je utisak kralj želio ostaviti na svakog posjetitelja.
Rekonstrukcija delegacija prema Dutzu, Stierlinu i Briantu: 
- 1. Medijci: izuzevši Perzijance, ova delegacija je najvažnija. Medijci nose karakteristične nošnje, narukvice i mačeve, a darovi uključuju lonce i vaze. Medijci su postali dijelom Perzijskog carstva od samog osnutka, kada je Kir Veliki ujedinio Perziju i Mediju.
- 2. Elamiti: oni su također dio Perzijskog carstva od samih početaka, i usko su vezani uz Perzijance. Delegacija na čelu s lavovima prolazi mimo Medijaca, a delegati nose mačeve i lukove.
- 3. Armenci: ova delegacija kao darove vodi konja i nosi fino obrađeni pehar s dvije ručke.
- 4. Arahozijci ili Arijci: članovi delegacije nose hlače karakteristične za Baludžistan, a darovi koje nose su lonci i koža, te deve.
- 5. Babilonci: delegacija donosi bikove i razne posude, što je motiv slučan onome iz „dvorane od stotinu stupova“, riznice ili tripilona.
- 6. Asrici i Feničani (ili Lidijci): ovaj reljef je vrlo detaljan; darovi se sastoje od srebrnih i zlatnih vaza, rezbarenih zdjela s ručkama od krilatih bikova, nakita poput narukvica ukrašenih krilima grifona, te bojna kola s malenim konjima. Njihova nošnja i frizura podsjeća na današnje nošnje kod Židova ili pravoslavnih popova. Identitet odjeće ostaje sporno pitanje o podrijetlu ove delegacije.
- 7. Arijci ili Arahozijci: članovi ove satrapije dolaze iz iranskih regija oko Herata i Mašhada, a darovi uključuju deve i vaze.
- 8. Cilicijanci ili Asrici: dolaze iz Male Azije, a darovi koje nose su dva ovna, kožu, odjeću, šalice i vaze. Reljef je izgrađen vrlo detaljno, što uključuje detalje odjeće poput čipke, remena ili kapa.

- Skup delegacija raznih naroda
- Delegacija Cilicijanaca
- Detalj lidijske delegacije

- 9. Kapadokijci: karakteriziraju ih slojevi odjeće preko njihovih ramena, a pripadaju istoj grupi kao Armenci, Medijci i Sagartijci. Njihovi darovi su konji i odjeća.
- 10. Egipćani: vrh reljefa ove delegacije teško je oštećen prilikom uništenja apadane, no sačuvani donji dio je dostatan za utvrđivanje identiteta delegata prema karakteristikama njihovih odijela.
- 11. Skiti: njihove satrapije nalazile su se na širokom području; od današnje Ukrajine, preko stepa sjevernog Kavkaza, do centralnoazijskih područja sjeverno od regije Sogdijane. Delegati nose tipične skitske kape, a njihovi darovi su konji i odjeća s olovnim kopčama, te narukvice.
- 12. Lidijci ili Jonjani: grčke satrapije Perzijskog Carstva bile su pod upravom grada Sarda, a njihove delegacije prepoznatljive su po karakterističnoj odjeći. Oni donose tkanine, pehare, te posude koje su možda sadržavale bojila.
- 13. Parti: ovaj narod sa sjeveroistoka carstva u vrijeme Ahemenida živio je u vazalnoj kraljevini, no stoljeće nakon Aleksandrovih osvajanja pokoravaju helenističke Seleukide i vladaju središnjim dijelom nekadašnjeg ahemenidskog Perzijskog Carstva. Njihova satrapija danas se nalazi na sjeveru Irana odnosno na jugu Turkmenistana. Njihovi delegati nose turbane oko vrata, a darovi uključuju vaze i deve.
- 14. Gandari: ovaj narod dolazio je iz satrapija uzvodno od rijeke Ind; između Lahorea i Kabula odnosno zapadno od današnje regije Pandžab. Darovi su goveda.
- 15. Baktrijci: ova satrapija nalazi se na sjeveru današnjeg Afganistana, delegati za darove nose deve, odjeću i vaze.
- 16. Sagartijci: njihova je odjeća slična medijskoj, isto kao i armenska odjeća kapadocijskoj, što ukazuje kako pripadaju istoj grupi. Sagartija se nalazi u današnjem istočnom Iranu, uz granicu s Afganistanom.

- 17. Sogdijanci: njihova satrapija nalazi se u centralnoj Aziji odnosno današnjem Uzbekistanu, dok njihova etnička skupina pripada Skitima. Postoje velike sličnosti između sogijanskih i skitskih kapa. Njihovi darovi uključuju konje, sjekire, ukrasne predmete poput narukvica, te bodeže.
- 18. Indijci: delegati dolaze iz dolina donjeg toka rijeke Ind, odjeveni su u posebnu odjeću s tkakinom oko kukova, a na nogama nose sandale. Njihovi darovi su magarac, sjekire i košare nošene na leđima pomoću štapova za bilancu.
- 19. Tračani ili Skiti: europska satrapija Trakija (Skudra) nalazi se između Egejskog i Crnog mora, odnosno na teritoriju moderne Grčke, Turske i Bugarske. Delegati vode konja, a nose duge hlače i kape slične onim skitskima.
- 20. Arapi: odjeveni su u odjeću vezanu na rubovima, nose sandale na nogama, a za darove nose deve i odjeću.
- 21. Drangijanci: među autorima ne postoji dogovor o podrijetlu ove delegacije. Dok jedni pretpostavljaju kako se radi o narodima Baktrije (današnji sjever Afganistana, odnosno jug Uzbekistana i Tadžikistana), drugi smatraju kako dolaze iz regije Kerman (istočni Iran). Njihova frizura upućuje kako su možda iz okolice Kandahara, kao i njihovi štitovi i kopnja. Njihovi darovi su bikovi.
- 22. Somalijci ili Libijci: podrijetlo ove delegacije i dalje je predmet rasprave. Njeni predstavnici nose košarice i vode planinske koze, obučeni su u kožu, ali nisu slični crncima. Njihove morfološke karakteristike ukazuju kako su vjerojatno libijskog podrijetla, unatoč tome što njihovi kožni ukrasi i antilope koje dovode potječu s juga (Jemen ili Somalija).
- 23. Nubijci ili Etiopljani: delegati su crnci, a njihovi darovi su vaze i slonovača.

#### Sjeverno stubište
- Detalj medijske garde

Sjeverno stubište dodao je Kserkso I. kako bi olakšao pristup od „vrata svih naroda“ do apadane. Na reljefima stubišta nalaze se slični motivi kao i na istočnom stubištu, ali su degradirani. Glavna ploča prikazivala je Darija Velikog, Kserksa i njihove djelatnike poput ganzabara (upravitelja riznice) i quiliarca (zapovjednika straže), no kasnije je premještena u riznicu i zamijenjena drugom koja pokazuje osam stražara. Trojezičan natpis na stubištu ne spominje ime zgrade.

### Tačara
Darijeva palača nalazi se južno od apadane, a naziv „tačara“ dobila je prema natpisu s jednog stupa na južnom portalu. 
- Južno stubište tačare (apadana u pozadini)
- Tačara
- Kralj u borbi protiv zvijeri koje simoliziraju zlo

Palača ima pristup samo s južne strane, dok je zbog stambenog karaktera sa sjeverne (planinske) strane gotovo u potpunosti zaštićena; bez prilaza i otvora. Darije Veliki umire 486. pr. Kr., a gradnju nastavlja njegov sin Kserkso I. Originalni pristup dvostrukim stubištem nalazi se na jugoistočnoj strani palače, dok stoljeće i pol kasnije kralj Artakserkso III. dodaje i jugozapadno stubište, što stvara asimetriju. Odjeća vojnika na reljefima novog stubišta u odnosu na staro sugerira promjene u modi, a istovremeno učvršćuje teoriju o nadogradnji palače.
Na južnoj strani stubišta nalazi se simbol Novruza koji prikazuje kako lav proždire bika. Ispod se nalaze reljefi na kojima Medijci i Arahozijci donose životinje te posude s hranom ili vodom. Moguće je kako ti motivi predstavljaju stari zoroastrijski običaj žrtvovanja životinja. Središnja ploča prikazuje dvije grupe po devet stražara, dok ostala tri reljefa sadrže trojezične natpise Kserksa II. i krilate diskove (simbole Ahura Mazde) s bočnim sfingama.
- Rekonstrukcija tačare, Charles Chipiez (1884.)
- Arahozijci ili Arijci
- Rekonstrukcija krova tačare, Charles Chipiez (1884.)

Jugozapadni ulaz u palaču vodi kroz prostoriju s velikim portalom, na kojem reljefi prikazuju stražare. Nakon ove prostorije nalaze se još jedna vrata koja vode u glavnu dvoranu, u kojoj postoje brojni reljefi s prikazima borbe kralja protiv divljih životinja. Ovi motivi pojavljuju se i na drugim portalima palače, u „dvorani od stotinu stupova“ i „haremu“, a osim kraljevog herojstva simboliziraju i religijsku tematiku borbe dobra i zla, te moguće astrologijske teme. U sklopu palače nalazi se i kupalište, također s reljefima koji prikazuju kralja uoči priprema ceremonije; služe ga dva dvoranina koji nose suncobran, pomast i ručnik, dok kralj nosi krunu i nakit. Opskrba prostorije vodom omogućena je sofisticiranom izgradnjom cjevovoda u terenu izgrađenih prije palače, a na podu kupališta vidljivi su ostaci od crvenog cementa. Na ulazu u palaču pronađeni su i urezani natpisi koji datiraju iz islamskog perioda. Na jugoistočnom dijelu palače nalazio se trijem s dvostrukom kolonadom od četiri stupa, dok se na razini ispod monumentalnog stubišta nalazilo zatvoreno kraljevsko dvorište okruženo ostalim palačama. Iznad svih portala i prozora nalaze se trojezični natpisi na klinastom pismu na kojima i Darije i Kserkso tvrde kako su podigli tačaru, a ta kontradikcija može se objasniti time što je Kserkso završio gradnju palače, a možda ju je dao i nadograditi.

### Tripilon
Dvorana palače odnosno Kserksova vijećnica tripilon nazvana je prema zapisima na tri jezika (perzijski, babilonski i elamski), a nalazi se na centralnom dijelu kompleksa Perzepolis. U dvoranu se pristupa sjevernim stubištem ukrašenim reljefima, na kojima su prikazani uglavnom perzijski i medijski stražari, dok ostale motive čine prizori pripreme gozbe. Južno stubište tripilona danas se čuva u iranskom Nacionalnom muzeju u Teheranu, a otvaralo se prema istočnom hodniku gdje vrata ukrašena reljefom prikazuju: 
- Gornji dio: Darije stoji na svom prijestolju pred Kserksom kojeg kruni kao princa, zaklonjeni su ispod malenog krova ukrašenim simbolima božanstava, bikova, lavova i cvijeća; kralj i princ u ruci drže palmino lišće što predstavlja simbol plodnosti.
- Donji dio: izaslanici 28 zemalja carstva vode ka kralju.

Ovaj motiv jasno govori kako će Darije imenovati svog sina Kserksa kao legitimnog nasljednika na prijestolju.

### Hadiš
Hadiš ili Kserksova palača nalazi se južno od tripilona, izgrađen je prema tipologiji tačare (Darijeve palače) ali na dvostruko većem tlocrtu. Središnja dvorana sastojala se od 36 stupova izgrađenih od kamenih baza i drvenih kolumni velikih promjera, od kojih nijedna nije sačuvana. Na zapadu i istoku hadiš je okružen malenim sobama i hodnicima, u čije su portale urezani reljefi. Oni prikazuju kraljevsku procesiju u kojoj kraljevski podanik drži suncobran Kserksu I. Južni dio palače sastoji se od apartmana čija je uloga kontroverzna; neki smatraju kako se radi o kraljičinim odajama, dok neki prostoriju pripisuju proširenju riznice ili skladištu. Pristup hadišu vodi preko dvorišta ispred kojeg se nalazi jedno od monumentalnih stubišta, koje se u donjem dijelu spaja a potom u gornjem razilazi. Stubište je ukrašeno reljefima sličnim onima u tačari, a na njemu su prikazani bikovi i lavovi, perzijski stražari, sfinge i krilati disk (simbol zoroastrizma). Naziv „hadiš“ je drevna perzijska riječ za palaču, a spomenuta je na trojezičnim natpisima diljem prostorije. Palača se sa sigurnošću može pripisati Kserksu, jer je njegovo ime spomenuto na barem četrnaest mjesta.

### Dvorana od stotinu stupova
Dvorana od stotinu stupova naziva se i „prijestolna dvorana“. Dimenzije te kvadratne dvorane su 70 x 70 metara, što je čini najvećom prostorijom u cijelom kompleksu. Kada je pronađena prilikom arheoloških istraživanja, bila je pokrivena zemljom i cedrovim pepelom u sloju debljem od tri metra. Prostorija je jako oštećena požarom pa su sačuvane samo baze stupova i okviri kamenih portala. Sjeverno od palače nalazi se golemi portal s dvije kolosalne skulpture bikova koje služe kao glavna baza stupovima visine 18 metara. Portalni prolaz bogato je ukrašen reljefima s obje strane koji posloženi od vrha prema dnu prikazuju: Ahura Mazdu, kralja na prijestolju, a zatim tri reda vojnika iz kraljeve osobne straže. Ovi motivi žele prikazati kako Bog dobra (Ahura Mazda) štiti perzijskog kralja i vojsku, odnosno kako je kraljeva vlast legitimna.
- Dvorana od stotinu stupova (sjeverna strana)
- Sjeverni portal
- Perzijski besmrtnici u Dvorani od stotinu stupova
- Kralj u borbi protiv divljih zvijeri
- Rekonstruirana dvorana od stotinu stupova prema Charles Chipiezu (1884.)
- Rekonstrukcija krova prema Charles Chipiezu (1884.)
- Reljefi s južne strane
- Detalj donjeg dijela južnog reljefa

Palača je ukrašena brojnim reljefima izvanredne očuvanosti, a česti motivi su bikovi, lavovi, cvijeće i razne biljke. S druge strane, južna vrata palače predstavljaju potpuno različite motive na ukrasnim reljefima. Ti motivi simboliziraju podršku perzijskom vladaru od strane svih naroda koji su živjeli diljem njegova carstva. Vojnici iz mnogih zemalja nalaze se na reljefima u pet redova, a prepoznatljivi su po njihovom odijevanju, kosi i oružju. Poruke takvih reljefa uglavnom se odnose na koheziju i bogatstvo carstva, a upućene su prije svega raznim diplomatima ili vazalnim kraljevima koji su posjećivali Perzepolis zbog iskazivanja počasti, trgovine, administracije ili plaćanja danka. Zapisi na klinastom pismu svjedoče o procijeni bogatstva koja su prolazila kroz ova vrata. Uglavnom, reljefi sa sjeverne i južne strane uglavnom su političkog karaktera i odnose se na cjelovitost monarhije odnosno legitimnost kraljeve vladavine, reljefi na istoku i zapadu dvorane (i u većini drugih palača) uglavnom pokazuju borbe kralja s raznim zvijerima ili Bogom zla Ahrimanom, što simbolizira kraljevu hrabrost i pobožnost.

### Riznica
Ova pravokutna skupina prostorija građena je u doba Darija I., a nalazi se na jugoistočnom uglu terase koji se proteže na 10.000 m². Glavne prostorije zgrade su dvije velike dvorane čiji se krov pridržan s 100 kamenih, odnosno drvenih stupova. Tu su pronađeni zapisi na drvu i glini koji sadrže potankosti o plaćanju i naknadi za radnike koji su radili na kompleksu. Prema Plutarhu, u doba Aleksandra 10.000 mula i 5.000 deva bilo je potrebno za transport dragocijenosti iz ahemenidske riznice u Perzepolisu. Prema pronađenim dokumentima, u trezoru je 467. pr. Kr. radilo 1348 ljudi.
Riznica je više puta obnavljana i mijenjana. Mnogi natpisi pronađeni su na masivnim blokovima od diorita, a uglavnom se pripisuju Dariju Velikom. Sjeverno od apadane stubištem se dolazi do dvaju reljefa koji se danas čuvaju u Teheranskom muzeju. Reljef prikazuje Darija Velikog koji sjedi na prijestolju i prima posjetitelje koji se naginju prema njemu a desnu ruku stavljaju na usne u znak poštovanja. To bi mogao biti zapovjednik kraljevske grade od 1000 stražara, ili pak upravitelj riznice. Darijev sin Kserkso I. na reljefu stoji iza oca, skupa s perzijskim plemićima. Po dva kadiona nalaze se na strani kralja i dostojanstvenika.
Prema istraživanjima, zgrada je brzo identificirana kao riznica jer se radi o velikom području koje je s ostatkom kompleksa povezano samo s dva malena ulaza.

### Garnizon i dvorana od 32 stupa
Između „Dvorane od stotinu stupova“ i planine nalazi se nekoliko prostorija koje su uglavnom koristili posluga, vojnici i administracija. Tu je pronađeno više od 30.000 natpisa na elamskom jeziku. Prema zapisima Diodora sa Sicilije i Kvinta Kurcija Rufa, Aleksandar Makedonski je u ovdje ostavio 3.000 vojnika što govori o kapacitetu garnizona u Perzepolisu. Sjeverno od vojarne, postoje ostaci prostorija s 32 stupa, čija je funkcija nejasna.

### Harem i Muzej
Ulazak u harem vodi s južne strane „Dvorane od stotinu stupova“. Zgrada ima oblik slova „L“, a glavno krilo ima orijentaciju sjever-jug. Središte zgrade čini prostorija s kolonadama, dok se na sjeveru nalazi otvoreno dvorište s portalom. Ulazna dvorana ima četiri stupa, a vrata su ukrašena brojnim reljefima koji prikazuju prizore borbi, karakteristične za Tačaru ili „Dvoranu od stotinu stupova“. Na reljefima je uglavnom prikazan kralj koji se bori protiv raznih životinja; rogatih bikova, krilatih lavova ili škorpiona, koji vjerojatno simboliziraju zoroastrijskog Boga zla (Ahrimana). Čest motiv reljefa je kraljevo zabijanje mača u trbuh životinja. Također, reljefi na jugu prikazuju i Kserksa I. i njegove sluge, što podsjeća na reljefe iz Kserksove palače (Hadiša). U južnom dijelu krila nalazi se proširenje prema zapadu s 25 apartmana, od kojih je svaki hipostil odnosno dvorana s 16 stupova. Zgrada ima dva stubišta koji je spajaju s Hadišem i dva dvorišta, koja su najvjerojatnije bila zatvorenog tipa.
Povjesničari dvoje je li zgrada imala funkciju harema, ili se pak radi o odajama za kraljicu i njeno osoblje. Neki vjeruju kako su žene prebivale uz vanjske zidove zgrade. Smještaj na visokoj razini, veličina i bogata ukrašenost reljefima upućuju kako je zgrada imala važnu funkciju, najvjerojatnije administrativnog karaktera. Zapadni povjesničari pretpostavili su funkciju harema prema osmanskoj tipologiji orijentalne palače, koja nema sličnosti s perzijskim palačama iz ahemenidskog doba. Zgradu je otkopao i djelomično obnovio E. Hertzfeld prema analizi njenih temelja. Nekoliko obnovljenih prostorija služile su kao radionica za restauraciju i prezentaciju dokumenata pronađenih u okolici, poslije čega je dio harema pretvoren u muzej.
Muzej sadrži široku paletu pronađenih predmeta:
- lončarija, tanjuri i čaše od terakota, keramičke pločice
- komadi kovanog novca
- sve vrste alata: zidarski, tesarski, kuhinjski pribor, itd.
- kovano željezo; vrhovi koplja i strijela, krhotine truba i metalnih ukrasa, metalni klinovi
- ostaci tkanine i drva kao komponenata infrastrukture
- krhotine metala
- urezani natpisi

- Parfem u mramornoj posudi
- Mramorna ploča (Muzej Persepolis)
- Posude za drobljenje
- Vaza s ukrašenim drškama
- Kameni tanjuri
- Kamene posude
- Glineni riton ukrašen animalističkim elementima
- Oko s kipa

Postoje i predmeti koji datiraju iz kasnijih razdoblja (sasanidsko i islamsko), pa čak i onih prapovijesnih. Raznolikost pronađenih dokumenata i predmeta daju predodžbu o životu i djelatnostima iz tog doba.

### Ostale građevine
Pretpostavlja se kako je građevina u jugozapadnom uglu kompleksa zapravo palača Artakserksu I. Ipak, njene ruševine ne odgovaraju tlocrtu karakteristične ahemenidske palače, a danas se u istraživačkim krugovima naziva „Palača H“. Skulpture u obliku rogova pronađene su zakopane u blizini, dok je funkcija zidova i terase nepoznata. Još jedna građevina za koju se smatra kako potječe iz post-ahemenidskog perioda, tzv. „Palača G“, smještena je sjeverno od Hadiša (Kserksove palače). Za nju se pretpostavlja kako je izgrađena na mjestu uništene palače Artakserksa III. Također, ostaci slične građevine („Palača D“) pronađeni su i istočno od Hadiša. Navedena post-ahemenidska zdanja sadržavala su ahemenidske krhotine ornamenata pronađene zakopane u zemlji.

## Okruženje
Mnogi arhitektonski elementi pronađeni su izvan zidina terase. Uglavnom se radi o ostacima vrtova, domova i kraljevskih grobnica iz doba Ahemenida. Osim toga, unutar i izvan zidina nalazi se sofisticirana cjevovodna mreža koja je i danas pod istraživanjem.

### Naselja
Ruševine naselja koja još nisu u potpunosti istražena nalaze se 300 metara južno od terase Perzepolisa. Pretpostavlja se kako su služili kao dvori, a zgrade se sastoje od brojnih domova. Centralna dvorana okružena je sekundarnim sobama i dostupna je pomoću stubišta. Sudeći prema tipologiji zgrada, bile su namijenjene za ljude visokog socijalnog položaja, najvjerojatnije plemiće ili bogate trgovce. Sjeverno od zgrada nalazi se terasa, čija je funkcija nepoznata.

### Vrtovi
Nedavna geološka istraživanja u okruženju Perzepolisa otkrila su ruševine perzijskih kanala za navodnjavanje vrtova koji se nalaze izvan kompleksa. Dio njih oštećen je 1971. kada je iranski šah Mohammed Reza Pahlavi slavio 2500. obljetnicu monarhije u Iranu, dok su ostala oštećenja nastala nakon revolucije prilikom izgradnje asfaltiranog puta. Očito je kako su vrtovi Perzepolisa projektirani prema uzoru na Pasargad, koji se sastoji od kraljevskog kompleksa na uzvišenju terena te okolnih vrtova. Kompleks u Perzepolisu također je postavljen na uzvišenje u odnosu na okolna plodna polja, a od Pasargada se razlikuje po tome što je na sjeveroistočnoj strani bio zaštićen planinom, dok su se vrtovi nalazili prema jugozapadnoj strani. Ovi vrtovi pozvani su pairidaeza što je staroperzijska riječ za „raj“, a karakteristični su za mnoge ahemenidske palače.

### Cjevovodna mreža
Sustav cjevovoda ispod terase i u okolnim područjima i dalje skriva mnoge dragocjene tajne, što potiče na daljnja istraživanja čiji je cilj detaljno analizirati sedimente sustava. Do sada je na širem području otkriveno preko 2 km mrežnih kanala, čije dimenzije variraju: od 60 do 160 cm širine, te od 80 cm do nekoliko metara dubine, što govori o njihovom značaju i arheološkoj vrijednosti. Kanali sadrže sedimente koji mogu biti korisni za arheološka istraživanja budući kako je već utvrđeno da neki od 600 komada lončarije iz Darijevog doba sadrže identičan talog pronađen onom u kanalima. Istraživanje je međutim naišlo na problem jer uklanjanje sedimenata omogućava infiltraciju vode koja šteti strukturi pronalazaka. Mreže odvodnih i dovodnih kanala protežu se ispod cijelog kompleksa kroz temelje i pod terase, što upućuje na to kako su urezane u kamen prije početka izgradnje samog kompleksa. Zbog toga se Perzepolis smatra prvom građevinom u povijesti koja koristi drenažni sustav.

### Kraljevske grobnice
- Grobnica Artakserksa III.
- Grobnica Artakserksa II.
- Nedovršena grobnica Darija III.

Nekoliko desetaka metara sjeveroistočno od terase kompleksa, u stijenama Kuh-e Ramata urezane su dvije goleme kraljevske grobnice koje dominiraju okolicom. Grobnice se pripisuju perzijskim vladarima Artakserksu II. i Artakserksu III. Oba groba okružena su uklesanim skulpturama čiji je glavni element pročelje tipične perzijske palače s kolonadom, arhitravom i sporednim zidovima. Ove grobnice zajedno s onima u Nakš-e Rustamu omogućile su bolje razumijevanje iranske arhitekture iz doba dinastije Ahemenida. Na vrhu groba Artakserksa III. kralj je prikazan na postolju od tri razine, pred svetom vatrom i Ahura Mazdom. Zidovi sadrže trojezičan natpis što je karakteristično za perzijsku arhitekturu još od doba Darija Velikog, koji je dao izgraditi Perzepolis. Grobnice se razlikuju prema određenim detaljima, dok su na jugu pronađeni ostaci nedovršene treće grobnice, koja se pripisuje zadnjem ahemenidskom kralju Dariju III. U podnožju planine 1 km sjeverno od terase kompleksa pronađeni su i ostaci grobnica koje datiraju iz post-ahemenidskog perioda.

## Zapisi
Tijekom iskopavanja od strane Ernst Herzfelda i Frederich Erich Schmidta, otkrivena su dva velika arhiva na klinastom pismu, pisana na glini i u drvu. Prvi arhiv koji je otkrio Herzfeld poznat je pod imenom „Pločice s utvrde Perzepolisa“, jer su pronađeni na području utvrde sjeveroistično od terase kompleksa. Sadrži oko 30.000 pločica od kojih su 6.000 čitljive. Sadržaj tih zapisa je proučavan, no do danas nije objavljen u cijelosti. Radi se uglavnom o administrativnim dokumentima koji datiraju između 506. i 497. pr. Kr., a pisani su na elamskom jeziku. Ostali jezici uključuju aramejski (od kojeg je 500 tekstova dešifrirano), te akadski, grčki, staroperzijski, jezike Anatolije, itd.
Pronađeni zapisi mogu se podijeliti u dvije podgrupe. Prva se odnosi na transport robe diljem carstva, a drugi je registar računa. Ove pločice dale su vrijedne informacije za razumijevanje funkcioniranja carstva i njegove administracije, jer se radilo o carstvu raznolikih jezika, naroda, pisama, te platežnih sredstava. Neki zapisi spominju čak i imena radnika u riznici, kao i žena iz ahemenidske dinastije.
Druga podgrupa zapisa koju je pronašao Schmidt poznata je pod nazivom „Pločice iz riznice Perzepolisa“, a opisuje 139 komada uplate u zlatu i srebru koje datira između 492. i 458. pr. Kr. Na nekoliko njih pronađeni su i ostaci kraljevskih pečata. Budući kako je pečena glina najotpornija, spaljivanje Perzepolisa paradoksalno je omogućilo bolju otpornost zapisa odnosno njihovu trajnost do današnjih dana.
Zapisi predstavljaju neprocjenjivu povijesnu baštinu koja je doprinijela boljem razumijevanju elamskog i staroperzijskog jezika, te političkih i vjerskih običaja Ahemenida.

## Funkcija i kontroverze

### Politički centar
Perzijsko Carstvo u vrijeme dinastije Ahemenida sagradilo je nekoliko glavnih gradova. Kir Veliki dao je podići Pasargad, dok su kao administrativna središta korišteni i gradovi Suza, Ekbatana, Babilon, te konačno Perzepolis. Ipak, povjesničari se slažu kako je Perzepolis imao uglavnom ceremonijalnu i vjersku funkciju, sudeći prema reljefnim ukrasima diljem kompleksa. Skupne delegacije brojnih naroda različitih kultura predstavljaju jedinstvo golemog carstva, borbe sa životinjama kraljevo herojstvo odnosno borbu dobra i zla, dok vjerski motivi poput zoroastrijskih „krilatih diskova“ simboliziraju kraljevu privrženost Ahura Mazdi, odnosno Bogu dobra.

### Teorija o „perzijskom gradu“
Neki povjesničari u početku su pretpostavljali kako je Perzepolis bio mjesto rezervirano isključivo za Perzijance. Ova pretpostavka temelji se na nekoliko antičkih zapisa, koji su taj zaključak najvjerojatnije izvukli od imena grada (Perzepolis: „Grad Perzijanaca“). Ipak, raznolikost brojnih naroda prikazanih na reljefima ceremonija u suprotnosti je s početnim pretpostavkama. Sudeći prema reljefima, Perzepolis je imao i astrološku funkciju slavljenja perzijske nove godine („Novruz“), te funkciju prikupljanja poreza koji su donosile delegacije iz svih krajeva carstva. Delegacije su poslagane prema važnosti, a plemići i vojnici prema statusu. Dvostruko simetrično stubište imalo je razvodnu funkcijsku ulogu; jednim krakom pristizale su delegacije, a drugim plemstvo i vojnici. Vrata svih naroda na ulazu u kompleks, kao i dvorana od stotinu stupova ispred ulaska u riznicu, svojom monumentalnošću trebale su impresionirati posjetitelje prilikom dolaska ili plaćanja poreza, te afirmirati moć carstva. Henri Stierlin, povjesničar umjetnosti i arhitekture, tvrdi kako je apadana korištena za velike prijeme, bankete i ceremonije. Tradicija velikih svečanih gozbi širila se iz Perzije diljem carstva; u Trakiju, Malu Aziju, Makedoniju, gdje su inkorporirali takve običaje.

### Teorija o „ceremonijalnom gradu“
Jedna od teorija o funkciji Perzepolisa bila je ona kako je kompleks korišten isključivo u proljeće za ceremoniju perzijske nove godine, odnosno kako je Perzepolis bio isključivo obredni grad. Ta pretpostavka se također pokazala krivom, jer su glineni tekstovi na klinastom pismu koji sadrže informacije o plaćanju poreza dokazali ekonomski i administrativni značaj grada, koji je kao takav morao biti stalno naseljen i korišten. U slučaju ispravnosti teorije o obrednoj funkciji Perzepolisa, to bi impliciralo kako su reljefi i glinene pločice prikupljene tijekom skupljanja danka po cijelom kraljevstvu, što je gotovo nemoguće s obzirom na jednoličnost motiva delegacija i umjetnički stil.

### Simbol legitimiteta
Arheolog David Stronach kao funkciju grada navodi i političku simboliku Darijevog prava na prijestolje, uzimajući u obzir način njegovog dolaska na vlast; morao je poraziti brojne opozicije i uzurpatore poput Smerdisa. Zbog toga se tvrdi kako je Perzepolis simbol legitimnosti Darijeve vladavine, te njegova prijestolonasljednika, sina Kserksa I.

## Citati
Jean Chardin:

Ne znam kakav Vam se čini moj opis i podaci koji ga prate, ali pružit će velike ideje i uvjeravam Vas kako je u pravim očima iznad svih izraza, jer ne postoji ništa što ste vidjeli ili pročitali; tako veliko i tako lijepo. Koliko tisuća ljudi moraju raditi tako nešto i za koliko godina? Ovo nije samo arhitektonsko remek djelo, poput egipatskih piramida gdje je rad bio kazna i što je ipak nakon svega hrpa kamenja; ovdje se nalazi mnogo umjetnosti i reda, i možemo reći kako je ovo knjiga dostojna tih najvećih majstora.

Arthur Upham Pope:

Sjaj Perzepolisa nije bio slučajan povratak monumentalnosti i veličanstvenosti ljepote, prepoznate kao vrhovne vrijednosti.

Roman Ghirshman:

Nikada u drevnoj umjetnosti nije pokazana takva hrabrost.

Marcel Dieulafoy:

Neke stvari o ovoj veličanstvenog građevini pokušavam oživjeti u mom umu, pa vidim ona vrata sa stupovima od mramora ili uglačane portale, bikove čiji su rogovi, noge, oči i ovratnik bili premazani zlatnim premazom, grede od cedrovine, mozaik opeku u zidu, ukrase od zlata i srebra, tirkizno plavi emajl, velike zavjese na portalima, bogate sagove na podovima... ponekad se pitam jesu li egipatski ili grčki hramovi imali tako snažan dojam kao perzijska palača velikog kralja.

## Popularna kultura
- Persepolis Teheran, iranski nogometni klub iz Teherana nazvan je prema antičkom Perzepolisu, a simbol kluba je kapitel perzijskog stupa.
- Grčki skladatelj Iannis Xenakis komponirao je glazbeno djelo nazvano „Persepolis“, posvećeno antičkim ruševinama.
- Dariush Grand Hotel, jedan od najluksuznijih iranskih hotela s 5 zvjezdica (otvoren 1999.) na otoku Kiš projektiran je prema uzoru na antički Perzepolis.

## Kratke zanimljivosti
- Perzepolis je podigao Darije Veliki a uništio Aleksandar Makedonski; oba vladara proširila su svoje perzijsko odnosno makedonsko carstvo na rekordni teritorijani opseg, koje se prostiralo na tri kontinenta.
- Antički povjesničari tvrde kako je Aleksandar spalio Perzepolis za vrijeme pijanstva, navodno je na nagovor jedne grčke hetere (prostitutke).
- Perzepolis je bio samo jedan od glavnih gradova Perzijskog Carstva u doba dinastije Ahemenida, ostali glavni gradovi bili su Suza, Ekbatana i Babilon, dok je ranije i Pasargad imao status glavnog grada.
- Apadana, dvorana za prijem i najveća građevina u Perzepolisu, mogla je primiti čak 10.000 ljudi.
- Dvorana za prijem (apadana) imala je najveće konstruktivne stupove (20 m) i raspone (8.65 m) od svih građevina antičkog doba, uključujući i najveći grčki hram ikada sagrađen - Artemidin hram u Efezu, koji je imao stupove od 18.5 m i raspone od 5.9 m.
- Perzepolis se smatra prvom građevinom na svijetu s unaprijed planiranim cjevovodnim sustavom, koji je urezan u temelje prije početka gradnje.
- Inspirirani osmanskoj tipologiji orijentalne palače, prvotni istraživači Perzepolisa funkciju građevine na jugu kompleksa pripisali su haremu, no moderni povjesničari tvrde kako je riječ o kraljičinim odajama.
- Brojni motivi na reljefima gdje lav proždire bika prikazuju astrološku simboliku; početak proljetne ravnodnevnice (ekvinocija) kada je sazviježđe lava na vrhuncu, dok se sazviježđe bika gubi na južnom horizontu.
- Spiralni oblici (volute) na kapitelima perzijskih stupova snažno su utjecali na grčki jonski red, za kojeg su volute glavno obilježje.
- Tipologija Perzepolisa koja se sastoji od kompleksa na uzvisini i brojnih hipostilnih građevina postala je inspiracijom za oblikovanje atenske akropole.
- Dvorane iz Perzepolisa otvorene s prednje strane kasnije su postala uobičajenom u sasanidskoj i islamskoj arhitekturi.
- Ironično, požar koji je uništio Perzepolis istovremeno je očvrsnuo 30.000 zapisa od pečene gline, koji su postali trajan i neprocijenjiv izvor informacija iz tog doba.

## Poveznice
- Ahemenidsko Perzijsko Carstvo
- Perzijsko Carstvo
- Ahemenidi
- Darije Veliki
- Kserkso I.
- Artakserkso I.
- Kir Veliki
- Nakš-e Rustam
- Pasargad
- Ekbatana
- Suza (Iran)

## Vanjske poveznice
- Perzepolis, službene stranice.
- Virtualna rekonstrukcija Perzepolisa (3dparse)  Arhivirana inačica izvorne stranice od 23. kolovoza 2019. (Wayback Machine)
- Virtualna rekonstrukcija, persepolis3D  Arhivirana inačica izvorne stranice od 16. veljače 2022. (Wayback Machine)
- Lokacija Perzepolisa (satelitski pogled), Google Maps
- Fotografije Perzepolisa  Arhivirana inačica izvorne stranice od 5. veljače 2007. (Wayback Machine) i Uvod u ekspediciju Perzepolisa  Arhivirana inačica izvorne stranice od 15. svibnja 2011. (Wayback Machine), Orijentalni institut sveučilišta u Chicagu
- Perzepolis
- Rekonstrukcija Perzepolisa (dokumentarni film)  Arhivirana inačica izvorne stranice od 22. listopada 2007. (Wayback Machine)
- Slava Perzepolisa  Arhivirana inačica izvorne stranice od 13. listopada 2007. (Wayback Machine)
- Fotografije i mape Perzepolisa  Arhivirana inačica izvorne stranice od 2. srpnja 2006. (Wayback Machine)
- Arhiva slika Perzepolisa
- 3D Rekonstrukcija Perzepolisa  Arhivirana inačica izvorne stranice od 16. veljače 2022. (Wayback Machine)
- Perzepolis prije uništenja (virtualni projekt)
- Fotogalerija iz 2009. godine (njemački jezik)  Arhivirana inačica izvorne stranice od 20. travnja 2016. (Wayback Machine)
- Fotografije i video snimke  Arhivirana inačica izvorne stranice od 7. travnja 2009. (Wayback Machine)
- Tajno stubište „Palače G“ u Perzepolisu[neaktivna poveznica], Cultural Heritage News Agency, 13. veljače, 2006.
- Pečati na zapisima zidina u Persepolisua  Arhivirana inačica izvorne stranice od 25. ožujka 2013. (Wayback Machine) - Mark B. Garrison i Margaret C. Root, na Stranicama Orijentalnog instituta  Arhivirana inačica izvorne stranice od 11. veljače 2011. (Wayback Machine)
- Korisni tekst i fotografije Perzepolisa (perzijski jezik)  Arhivirana inačica izvorne stranice od 3. svibnja 2009. (Wayback Machine)
- Utvrda Perzepolis (Informacije o utvrdi Perzepolis prema Orijentalnom institutu sveučilišta u Chicagu)
- Perzepolis  Arhivirana inačica izvorne stranice od 19. svibnja 2009. (Wayback Machine)
- Farzin Rezaeian i Hossein Hazarati; Obnova Perzepolisa, dokumentarac iz 2004. 1. dio (8 min. i 38 sek.), 2. dio (9 min. i 52 sek.), 3. dio (8 min. i 52 sek.), 4. dio (10 min. i 29 sek.), 5. dio (3 min. i 22 sek.)
- Engineering an Empire: The Persians, dokumentarni film „The History Channela“
- Lokacija